# Христианская педагогика
Христианская педаго́гика (греч. παιδαγογια) — наука о воспитании, обучении и образовании человека с позиций христианства.
Задача христианской, не обязательно православной, но и католической педагогики — раскрытие тех даров Божиих, которые могут способствовать раскрытию образа Божия в человеке.

## Принципы христианской (православной) педагогики
- принцип христоцентричности (определяющий отношение к Богу)
- принцип экклезиоцентричности (определяющий отношение к Церкви),
- принцип педоцентричности (определяющий отношение к ребенку),
- принцип нравственно-педагогического аскетизма (определяющий отношение педагога к себе и к своей профессиональной деятельности).

## Некоторые известные труды
- Климент Александрийский — «Педагог»[2].
- Святитель Иоанн Златоуст — «Уроки о воспитании»[3].
- Святитель Тихон Задонский — «Инструкция учителям, как им в должности звания своего поступать», «Инструкция, что семинаристам должно наблюдать»[4].
- Святитель Феофан Затворник — «Основы православного воспитания»[5][6] на основе труда «Путь к спасению»[7].
- Протоиерей Григорий Дьяченко — «Искра Божия»[8]
- Святитель Николай Сербский — «Новый идеал в образовании»
- Софья Куломзина — «Наша Церковь и наши дети»[9].
- Схиархимандрит Иоанн (Маслов) — «Основы русской педагогики»[10].
- Митрополит Амфилохий (Радович) — «Основы православного воспитания»[11].

## Публикации
- Азбука православного воспитания. Сборник. — М., 1997.
- Зеньковский В. В. Педагогика. Православный Свято-Тихоновский Богословский институт — М., 1996.
- Сурова Л. В. Православная школа сегодня. Книга для учащихся и учащих. — М., 1996.
- Ушинский К. Д. Педагогические сочинения. В 6 т. — Т.3. — М., 1988.
- Юркевич Памфил Данилович. О христианстве и воспитании. — Луганск: ЛГПУ, 2005. — С. 100. Архивировано 23 октября 2011 года.
- Специфика православной педагогики / Сибирская православная газета, № 9 2004 г.